# The Lost Files
The Lost Files to album grupy Digital Underground. Zawiera niepublikowane utwory, które nie zostały przedstawione na poprzednich albumach.

## Lista utworów
Opracowano na podstawie źródła.
1. "On One"
2. "X For the Ear"
3. "People Over the Stairs"
4. "Mind Bubble"
5. "Voodoo Woman"
6. "How Long"
7. "Nothing has Changed"
8. "Phone Call Away"
9. "Strawberry Letter 23"
10. "I Been Watching You"
11. "Know Me Feel Me"